# ویلر وینستن دیکسن
ویلر وینستن دیکسن (به انگلیسی: Wheeler Winston Dixon) (زادهٔ ۱۲ مارسِ ۱۹۵۰) فیلم‌ساز و فیلم‌شناس آمریکایی است.

## آثار
- فیلم نوآر و سینمای پارانویا (۲۰۰۹)

## نگارخانه

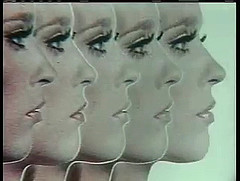
نمایی از فیلم متافیزیک سریالی ساخته ویلر وینستون دیکسون
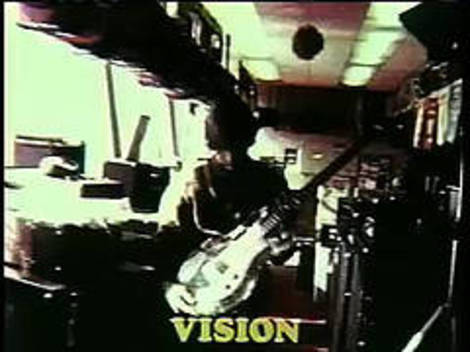
نمایی از فیلم ابرهای لندن ساخته ویلر وینستون دیکسون
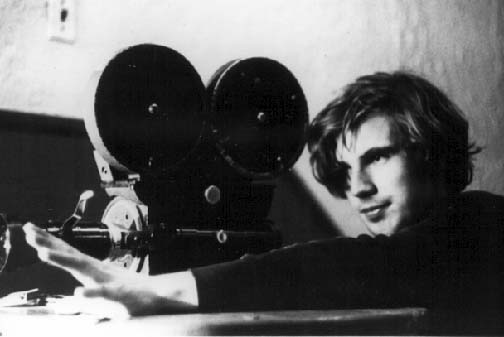
ویلر وینستون دیکسون در سال ۱۹۶۹